# Ромчик Євген Володимирович
Євген Володимирович Ромчик (нар. 1 лютого 1962, с. Цикова Чемеровецький район Хмельницька область) — український художник. Працює у техніці пастелі.

## Біографічна довідка
У 1986 році закінчив Київський художньо-промисловий технікум за фахом художнє оформлення (викладачі — Н. П. Костенко, В. М. Маламут, Н. А. Посметухин).
Член Вінницької обласної організації Національної спілки художників України з 2004 року.